# مرجع مدنی
مرجع مدنی یا دولت مدنی حکومت بر یک کشور از طرف شهروندان خود است، که از روش های دیگری غیر از طریق واحدهای نظامی برای اجرای قانون و نظم استفاده می‌کنند و برای تمایز بین مرجعیت دینی (به عنوان مثال قانون شرع) و سکولار از قدرت خود استفاده می‌کنند. اجرای قانون و نظم معمولاً به وسیله پلیس در کشورهای مدرن صورت می‌گیرد.

## تاریخچه
در میان اولین تلاش‌های مدرن برای ایجاد دولت مدنی در سال ۱۶۳۶ هنگامی که راجر ویلیامز، وزیر مسیحی، مستعمره رودآیلند را بنیان نهاد، اتفاق افتاد. او تلاش کرد تا دیوار جدایی بین دین و سیاست ایجاد کند تا از فساد کلیسا جلوگیری کند و نظم مدنی را حفظ کند.

## انواع حکومت‌ها
به طورکلی چهار شکل حکومت دیده می‌شود:
- حکومت مدنی
- حکومت نظامی (اداره کشور توسط نظامیان)
- حکومت دینی
- حکومت شراکتی (مانند شرکت‌های بزرگ تجاری با مثالهایی مانند شرکت هند شرقی سابق و شرکت خلیج هادسون)

در کشورهای مدرن، اجرای قانون و نظم معمولاً وظیفه پلیس است، گرچه تشخیص مرز بین واحدهای نظامی و غیرنظامی دشوار است. به ویژه هنگامی که شبه نظامیان و داوطلبان، مانند افراد بومی، در جهت اهداف داخلی و غیرنظامی فعالیت می‌کنند.